# Nardoa novaecaledoniae
Nardoa novaecaledoniae (лат.) — вид морских звёзд рода Nardoa, семейства офидиастерид (Ophidiasteridae). Впервые описан в 1875 году французским зоологом Эдмоном Перрье.

## Распространение, описание
Распространён в западной части Тихого океана. Населяет лагуны и внешние рифы на глубине до 1,5 метров.
Морская звезда около 25 см в диаметре.

## Экология
Питаются мелкими беспозвоночными, водорослями и детритом.